# Televisão interativa
A televisão interativa (também conhecida como a ITV ou  iTV) é uma forma de convergência de mídia, onde se adiciona serviços de dados à tecnologia de televisão tradicional]. Ao longo da sua história, estes incluem a entrega de conteúdo sob demanda, bem como novos usos, como compras on-line, bancos e assim por diante. A TV interativa é um exemplo concreto de como as novas tecnologias da informação podem ser integradas verticalmente (em tecnologias estabelecidas e estruturas comerciais) em vez de lateralmente (criando novas oportunidades de produção fora das estruturas comerciais existentes, por exemplo, a world wide web).

## Estágio atual no Brasil
Em 2010 uma série de aplicações interativas foram desenvolvidas por empresas brasileiras e distribuídas pelas emissoras que já contam com a infra-estrutura necessária. Dentre estas destacaram-se as relacionadas com a Copa do Mundo de 2010.